# Algood, Basavakalyan
Algood là một làng thuộc tehsil Basavakalyan, huyện Bidar, bang Karnataka, Ấn Độ.